# Goanesisches Schisma
Goanesisches Schisma, auch Indo-goanesisches Schisma oder Goanisches Schisma, ist die Bezeichnung für einen Jurisdiktionsstreit der katholischen Kirche in Indien im 19. Jahrhundert.

## Padroado
Als die Portugiesen um 1500 bis nach Ostindien und China vordrangen, folgten ihnen die portugiesischen Missionare nach. Der Papst verlieh den Königen von Portugal das Padroado, das uneingeschränkte Patronatsrecht. Der portugiesische König erwarb damit das Recht, Bischöfe zu ernennen und kirchliche Ämter zu verteilen. Zugleich entstand für ihn die Pflicht, zahlreiche neue Bistümer zu errichten. 
Goa wurde 1558 Erzbischofssitz für ein Gebiet vom Kap der Guten Hoffnung bis Japan.

## Propaganda
Als Papst Gregor XV. 1622 die Congregatio de Propaganda Fide (kurz Propaganda genannt) errichtete und an Portugal vorbei Missionare nach Indien entsandte, wurde eine jahrhundertelange beschwerliche Konkurrenz zum System des Padroado vorprogrammiert.

## Schisma
Als die Holländer und Engländer die Herren des Indischen Ozeans wurden und von Portugals Kolonialmacht nur ein unbedeutender Landstrich bei Goa übrigblieb, wollte Portugal nicht auf seine kirchlichen Rechte in Indien verzichten. 
Weil Rom nun Apostolische Vikare nach Indien sandte, die nicht mehr Goa unterstellt sein sollten, da Portugal die eingegangenen Verpflichtungen nicht mehr erfüllen konnte und Papst Gregor XVI. 1838 vier portugiesische Bistümer aufhob, kam es zum Schisma.
Die Spannungen und Auseinandersetzungen erreichten um 1850 ihren Höhepunkt und endeten 1862, als der Papst in Goa wieder einen Erzbischof einsetzte. Aber vielerorts folgte die „doppelte Jurisdiktion“, d. h. das Nebeneinander von Patroado- und Propaganda-Gemeinden auf engem Raum. Daneben existierten auch noch Thomaschristen.

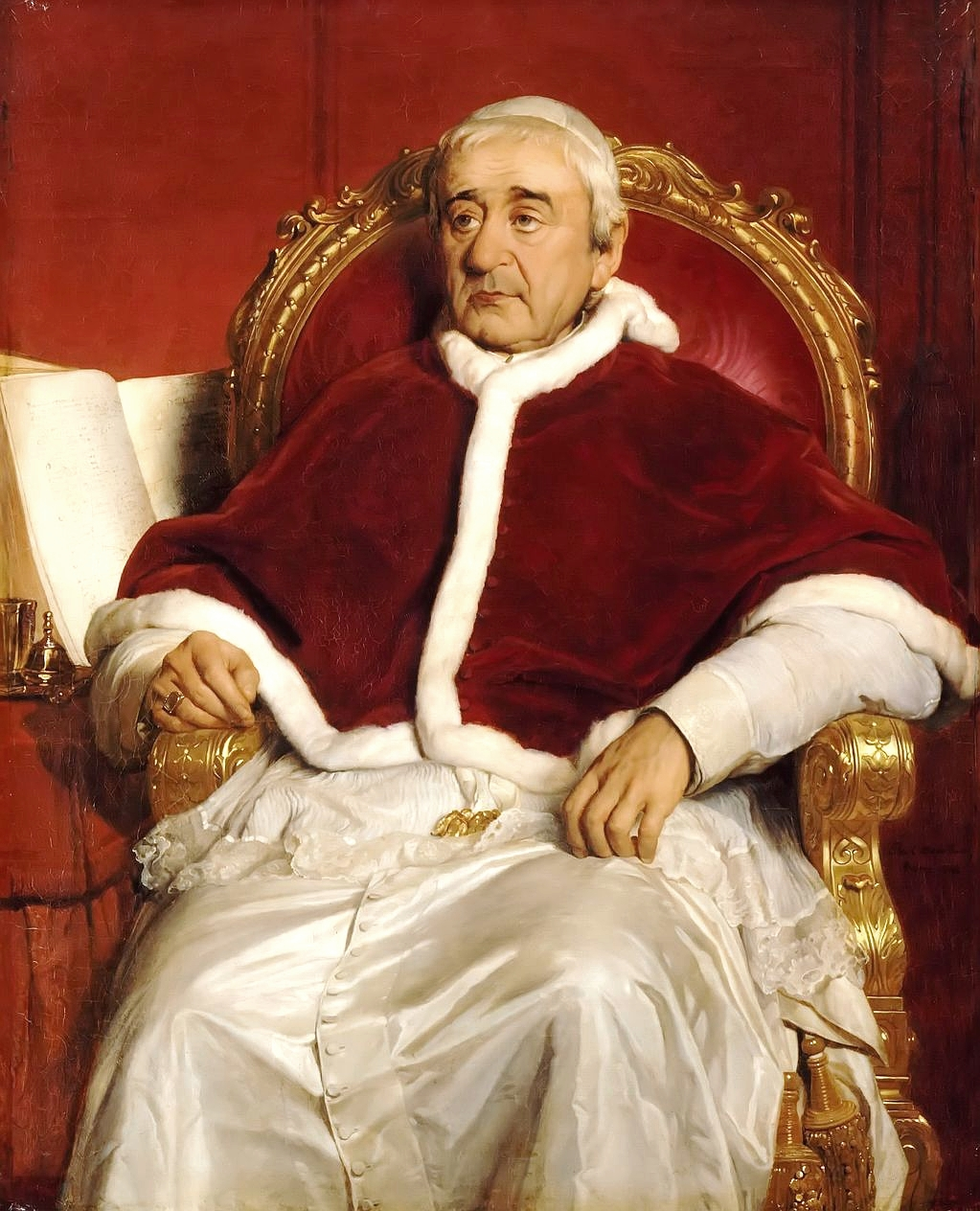
Unter Papst Gregor XVI. kam es 1838 zum Schisma
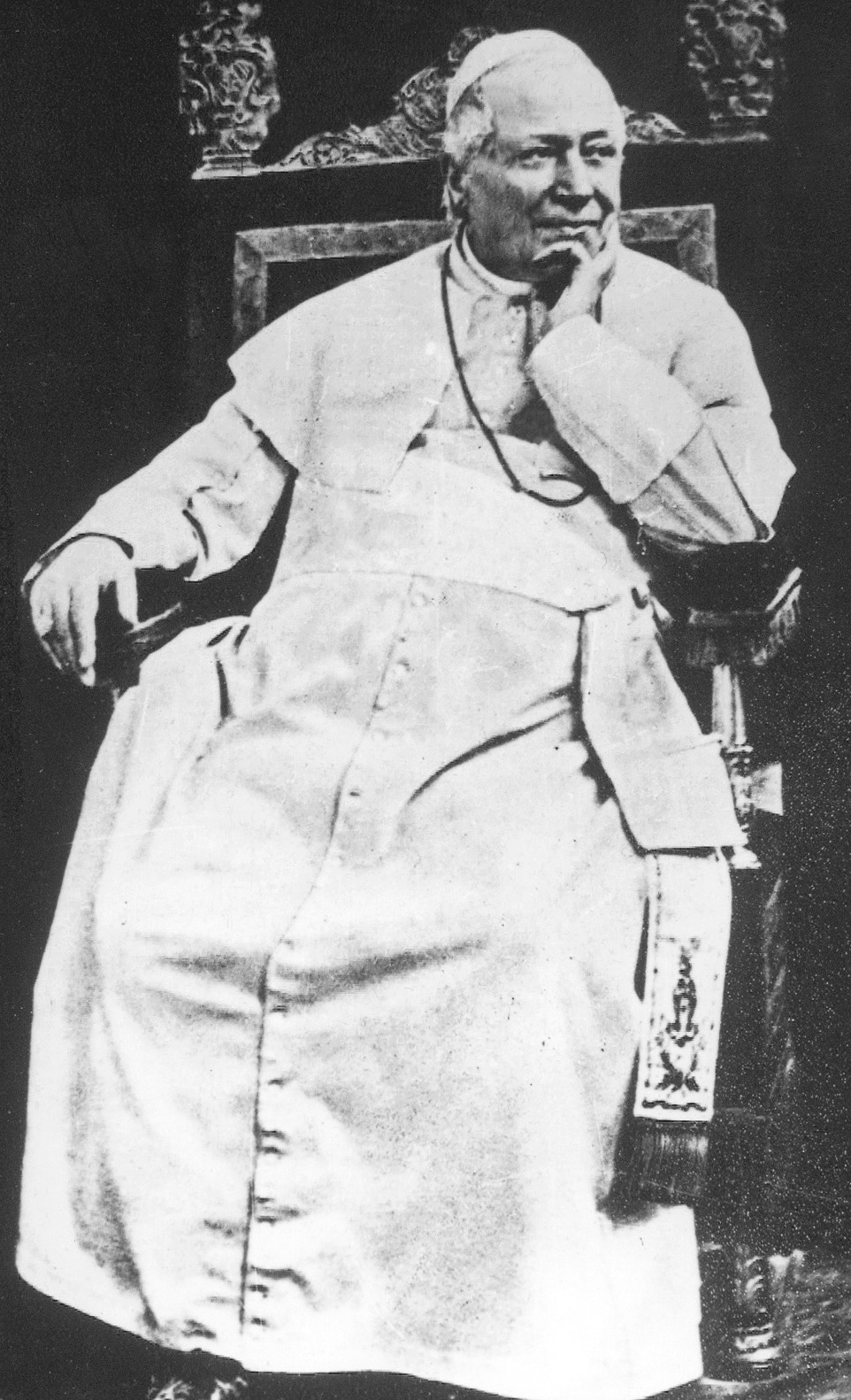
Unter Papst Pius IX. erreichte das Schisma um 1850 seinen Höhepunkt
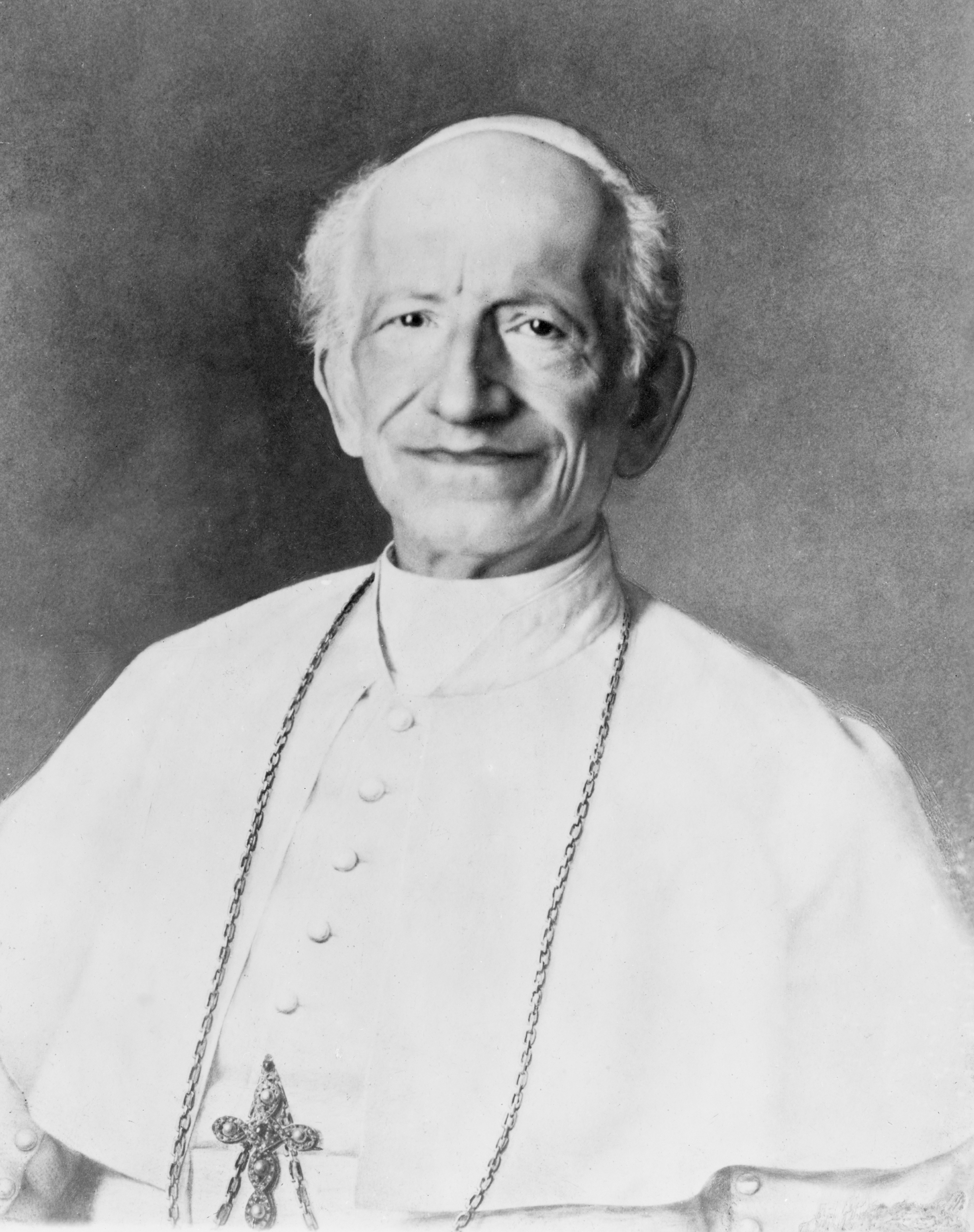
Unter Papst Leo XIII. wurde 1886 ein Ausgleich mit Portugal erreicht

## Ende
Erst das Konkordat von 1886 zwischen dem Papst und der Krone Portugal schuf einigermaßen geregelte Verhältnisse durch die radikale Flurbereinigung der Diözesen bei gleichzeitiger Einführung der römischen Bischofshierarchie und endgültiger Zuweisung der Diözesen an die verschiedenen Missionsorden und -gesellschaften.
Dem Erzbischof von Goa wurde als Kompensation der Titel eines „Patriarchen von Ostindien“ verliehen.